# Ratko Vansimpsen
Ratko Vansimpsen (Sint-Truiden, 16 juli 1989) is een Belgisch-Nederlands voetballer die doorgaans als aanvaller speelt. Momenteel is hij werkzaam bij de Nederlandse Politie.

## Carrière
Vansimpsen begon in België met voetballen en kwam in de jeugdopleiding van Sint-Truidense VV terecht. Op zestienjarige leeftijd werd hij door Willem II gescout. Hij verhuisde naar Tilburg, ging wonen in een gastgezin en doorliep vanaf dan de verschillende jeugdelftallen van 'de Tricolores'. Vanaf het seizoen 2008-2009 maakte hij deel uit van het beloftenelftal van de club. In de voorbereiding op het seizoen 2009-2010 kwam hij regelmatig in actie voor de hoofdmacht. Ook zat hij enkele keren als reservespeler bij de selectie voor een wedstrijd in de eredivisie, maar werd daarin nooit ingebracht. Op zijn profdebuut moest hij wachten tot 9 mei 2010. In de tweede playoff-wedstrijd om promotie/degradatie tegen FC Eindhoven (thuis, 1-1) kwam hij na 69 minuten in het veld als wisselspeler voor doelpuntenmaker Gerson Sheotahul.
Vansimpsen sloot zich in juni 2010 transfervrij aan bij FC Eindhoven. In zijn eerste seizoen voor Eindhoven maakte hij indruk en wist tien keer te scoren. In het daaropvolgende seizoen vielen zijn statistieken wat tegen. In veertien wedstrijden scoorde hij tweemaal. In het seizoen 2012/2013 transfereerde hij naar de Belgische tweedeklasser Dessel Sport. In 2014 tekende hij voor twee seizoenen bij Eendracht Aalst. Na een seizoen stapte hij in 2015 over naar FCO Beerschot Wilrijk. Hier speelde hij wederom maar 1 jaar, tot hij in 2016 vertrok naar zijn ex-club Dessel Sport, de enige Belgische club waar hij langer dan 1 seizoen speelde. In de komende jaren werd hij een vaste waarde in de basis van de club uit Eerste klasse amateurs.

## Erelijst
| Kampioen Derde klasse B | 1x | 2015/16 |